# Ptychocheilus umpquae
Ptychocheilus umpquae är en fiskart som beskrevs av Snyder, 1908. Ptychocheilus umpquae ingår i släktet Ptychocheilus och familjen karpfiskar. Inga underarter finns listade i Catalogue of Life.